# Imyremeshaw
Smenkhkare Imyremeshaw là một pharaon Ai Cập thuộc giai đoạn giữa vương triều thứ 13 trong Thời kỳ Chuyển tiếp thứ Hai. 
Imyremeshaw đã trị vì từ Memphis, bắt đầu vào năm 1759 TCN hoặc năm 1711 TCN. Độ dài triều đại của ông chưa được biết chắc chắn; ông có thể đã trị vì trong 5 năm và chắc chắn ít hơn 10 năm. Imyremeshaw được chứng thực bởi hai bức tượng khổng lồ ngày nay nằm tại bảo tàng Ai Cập, Cairo.

## Sự chứng thực
Imyremeshaw được chứng thực trên cuộn giấy cói Turin, ở trên cột thứ 7, hàng thứ 21 (mục 6.21 của Alan Gardiner) là [Smenkh]kare Imyremeshaw. Các chứng thực cùng thời quan trọng nhất của Imyremeshaw là một cặp tượng khổng lồ được hiến dâng cho Ptah "Ngài là người ở phía Nam thành lũy của ngài, Chúa tể của Ankhtawy" (rsy-snb=f nb ˁnḫt3wy), một tên hiệu Memphis chỉ ra rằng những bức tượng này ban đầu phải được dựng tại ngôi đền của Ptah ở Memphis. Hai bức tượng này sau đó đã bị vị vua Hyksos thuộc vương triều thứ 15 Aqenenre Apepi chiếm đoạt, ông ta đã cho khắc tên của mình vào vai phải của mỗi bức tượng cùng với một lời đề tặng tới "Seth, Chúa tể của Avaris" và đã đặt những bức tượng này tại kinh đô của ông ta, Avaris. Sau này, những bức tượng trên được Ramses II di chuyển tới Pi-Ramesses, ông ta cũng đã khắc tên của mình lên chúng cùng với một lời đề tặng khác nữa tới thần Seth. Cuối cùng, những bức tượng này lại được di chuyển tới Tanis dưới thời vương triều thứ 21, chúng nằm lại tại đây cho tới thời điểm diễn ra các cuộc khai quật vào năm 1897 dưới sự chỉ đạo của Flinders Petrie. Hai bức tượng này ngày nay nằm tại Bảo tàng Ai Cập và có số hiệu JE37466 và JE37467.
Sự chứng thực cùng thời duy nhất khác nữa của Imyremeshaw là một hạt hột bằng đá steatite trắng mang dòng chữ "Vị thần rộng lượng, Smenkhkare, người được yêu quý của Sobek, Chúa tể của Shedyt". Hạt hột này ngày nay nằm tại Bảo tàng Anh Quốc, số hiệu BM EA74185. Mặc dù lai lịch của hạt hột này vẫn chưa rõ, các nhà Ai Cập học Darrell Baker và Kim Ryholt đề xuất rằng việc nhắc đến Shedyt, một thị trấn nằm gần với Memphis, trên hạt hột này ngụ ý rằng hạt hột trên có nguồn gốc đến từ địa điểm này.

## Tên gọi
Tên nomen của Imyremeshaw là một tên gọi được chứng thực nhiều trong thời kỳ Chuyển tiếp thứ Hai và có nghĩa là "Người giám sát quân đội" hoặc "Tướng quân". Vì lý do này, người ta đã giả định mà không cần thêm bằng chứng nào khác rằng Imyremeshaw đã là một vị tướng quân trước khi trở thành vua. Tuân theo giả thuyết này, các nhà Ai Cập học Alan Gardiner và William Hayes đã dịch mục thuộc cuộn giấy cói Turin nhắc đến Imyremeshaw như là "Smenkhkare vị tướng quân", tức là hiểu Imyremeshaw như là một tước hiệu chứ không phải là một tên gọi. Jürgen von Beckerath đề xuất rằng Imyremeshaw là một người có nguồn gốc ngoại quốc và có một cái tên ngoại quốc và người Ai Cập đã không thể hiểu được nó, do vậy ông được họ biết đến thông qua tước hiệu quân sự của ông.
Hơn nữa, Imyremeshaw đã không sử dụng bất cứ tên nomen dòng dõi nào— điều này có nghĩa rằng ông dường như không có quan hệ về huyết thống với vị tiên vương Khendjer của ông và chắc chắn không có gốc gác hoàng gia. Do đó, các học giả đề xuất rằng ông có thể đã nắm được quyền lực thông qua việc sắp đặt một cuộc đảo chính quân sự chống lại vị tiên vương Khendjer của ông.
Baker và Ryholt không thừa nhận giả thuyết này. Họ chỉ ra việc thiếu bằng chứng cho thấy một cuộc đảo chính quân sự bởi vì người ta không thể loại trừ một sự tiếm vị thông qua phương thức chính trị. Ngoài ra, họ lưu ý rằng Imyremeshaw là một tên riêng thông thường tại thời điểm đó. Tương tự như các tên gọi thông thường dựa trên những tước hiệu bao gồm Imyrikhwe (nghĩa đen là "Người giám sát các lâu đài"), Imyreper ("Quản gia") và Imyrekhenret. Vì những lý do này, Stephen Quirke đề xuất rằng tên gọi của Imyremeshaw có thể đơn giản chỉ phản ánh một truyền thống gia đình và Ryholt bổ sung rằng nó có thể ngụ ý về một gia đình với nền tảng quân sự.

## Vị trí trong biên niên sử và độ dài triều đại
Vị trí chính xác trong biên niên sử của Imyremeshaw không được biết rõ do sự không chắc chắn ảnh hưởng tới các vị vua đầu tiên thuộc vương triều thứ 13. Theo cuộn giấy cói Turin canon, Imyremeshaw là người kế vị trực tiếp của Khendjer. Baker kết luận rằng ông là vị vua thứ 22 của vương triều này, Ryholt coi ông là vị vua thứ 23 và Jürgen von Beckerath đặt ông như là vị pharaon thứ 18 của vương triều này.
Khoảng thời gian chính xác cho triều đại của Imyremeshaw thì gần như đã bị mất trong một chỗ khuyết của cuộn giấy cói Turin và không thể khôi phục được, ngoại trừ đoạn cuối: "[và] 4 ngày". Ryholt đề xuất rằng tổng thời gian cho ba triều đại của Imyremeshaw và hai vị vua kế vị ông là Sehetepkare Intef và Seth Meribre là vào khoảng 10 năm. Một bằng chứng khác cho triều đại của Imyremeshaw được tìm thấy trong cuộn giấy cói Boulaq 18 thuộc vương triều thứ 13 mà ghi lại, trong số những thứ khác, các thành viên của một gia đình hoàng gia bao gồm mười người chị em gái của nhà vua, một số lượng không rõ ràng những người anh em của đức vua, bà người con gái của đức vua, một người con trai tên là Redienef và một nữ hoàng tên là Aya. Mặc dù tên của vị vua này đã bị mất trong một chỗ khuyết, phân tích của Ryholt đối với cuộn giấy cói này chỉ cho thấy Imyremeshaw và Sehetepkare Intef là các khả năng có thể sảy ra. Đây là một điều quan trọng bởi vì cuộn giấy cói trên ghi lại một năm thứ 3 và một năm thứ 5 cho vị vua này. Ngoài ra, một niên đại "năm trị vì thứ 5, tháng thứ ba của Shemu, ngày thứ 18" được biết đến từ một khu phức hợp kim tự tháp chưa được hoàn thành nằm cạnh với kim tự tháp của Khendjer mà được gọi là Kim tự tháp Phương Nam Nam Saqqara, do đó nó có thể được xây dựng bởi cùng một người, có lẽ là Imyremeshaw.
Hoàn cảnh chính xác cho sự kết thúc của triều đại Imyremeshaw chưa được biết rõ nhưng do vị vua kế vị Sehetepkare Intef đã không sử dụng một tên nomen dòng dõi mà chỉ ra rằng ông ta không có gốc gác hoàng gia. Cho nên, Ryholt đề xuất rằng Intef có thể đã cướp ngôi.